# Osiniec (Gniezno)
Pour les articles homonymes, voir Osiniec.
Osiniec (prononciation : [ɔˈɕiɲet͡s]) est un village polonais de la gmina de Gniezno dans le powiat de Gniezno de la voïvodie de Grande-Pologne dans le centre-ouest de la Pologne.
Il se situe à environ 3 kilomètres au sud-est de Gniezno (siège de la gmina et du powiat) et à 51 kilomètres à l'est de Poznań (capitale régionale).

## Histoire
De 1975 à 1998, le village faisait partie du territoire de la voïvodie de Poznań.

Depuis 1999, Osiniec est situé dans la voïvodie de Grande-Pologne.